# Centaurea nigra
Il fiordaliso scuro  (nome scientifico  Centaurea nigra  L., 1753) è una pianta erbacea, angiosperma dicotiledone, perenne appartenente alla famiglia delle Asteraceae.

## Etimologia
Il nome generico (Centaurea) deriva dal Centauro Chirone. Nella mitologia greca si racconta che Chirone, ferito ad un piede, guarì medicandosi con una pianta di fiordaliso.. L'epiteto specifico (nigra) fa riferimento al colore generale della pianta.

## Descrizione

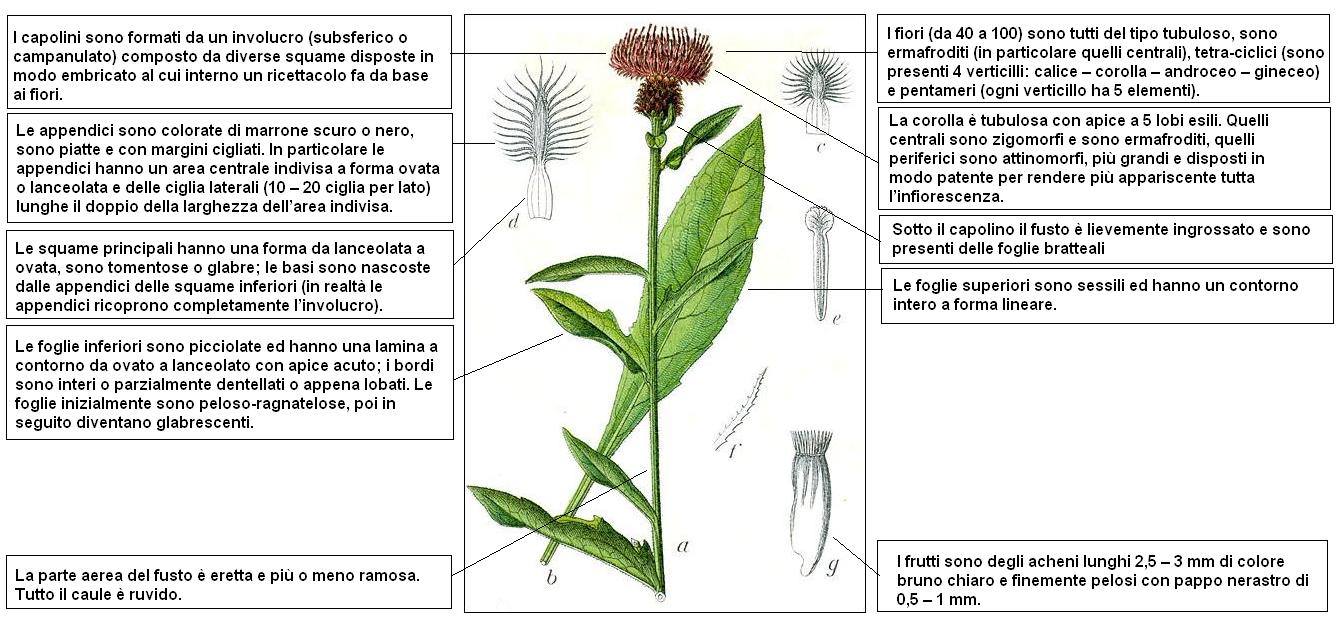
Descrizione delle parti della pianta

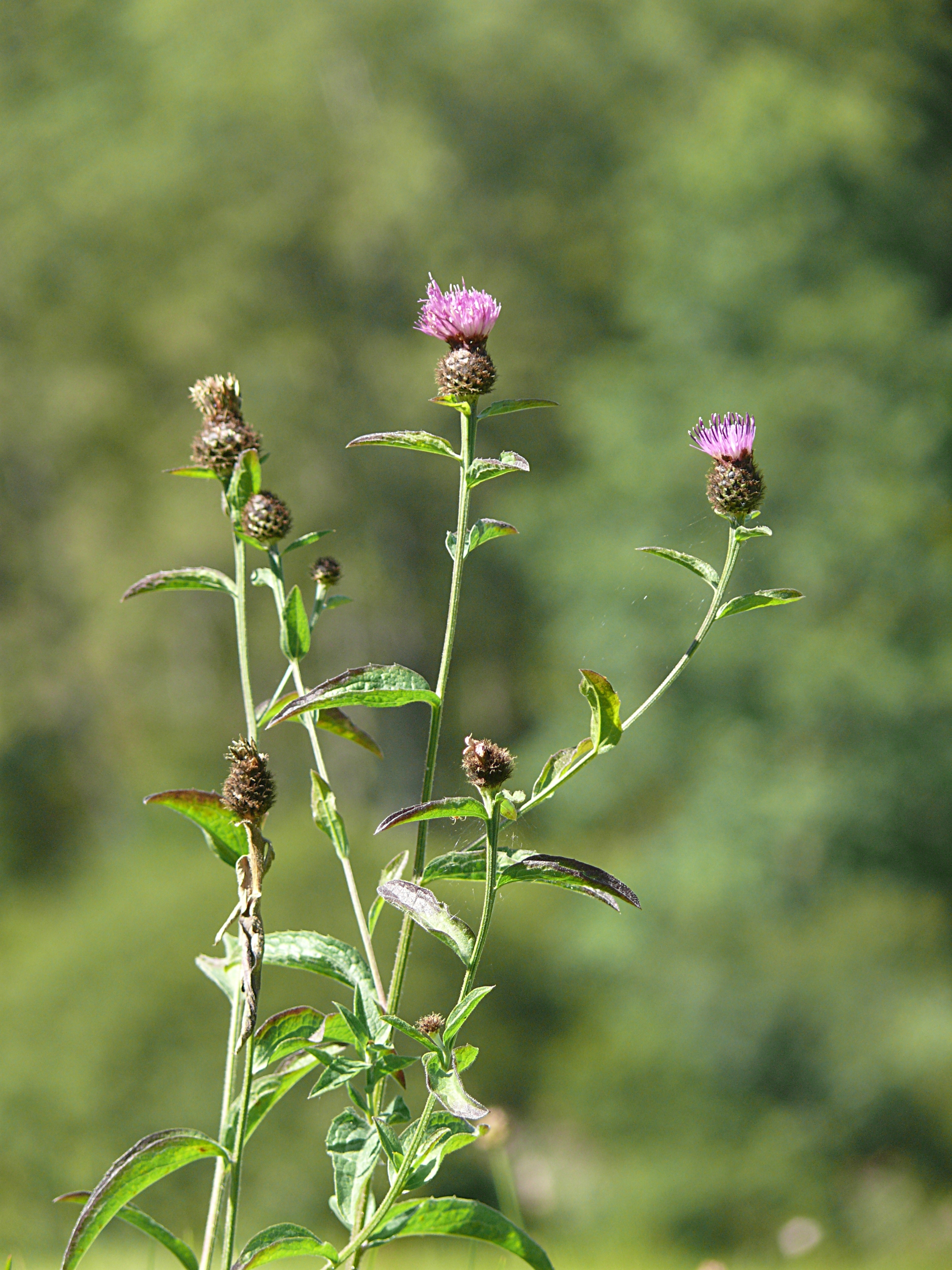
Il portamento

L'altezza di queste piante varia da 3 a 8 dm (massimo 15 dm). La forma biologica è emicriptofita scaposa (H scap), ossia sono piante perenni, con gemme svernanti al livello del suolo e protette dalla lettiera o dalla neve, dotate di un asse floreale eretto e spesso privo di (o con poche) foglie.

### Radici
Le radici sono secondarie da rizoma. 

### Fusto
La parte aerea del fusto è eretta e più o meno ramosa. Sotto il capolino il fusto è lievemente ingrossato. Tutto il caule è ruvido.

### Foglie

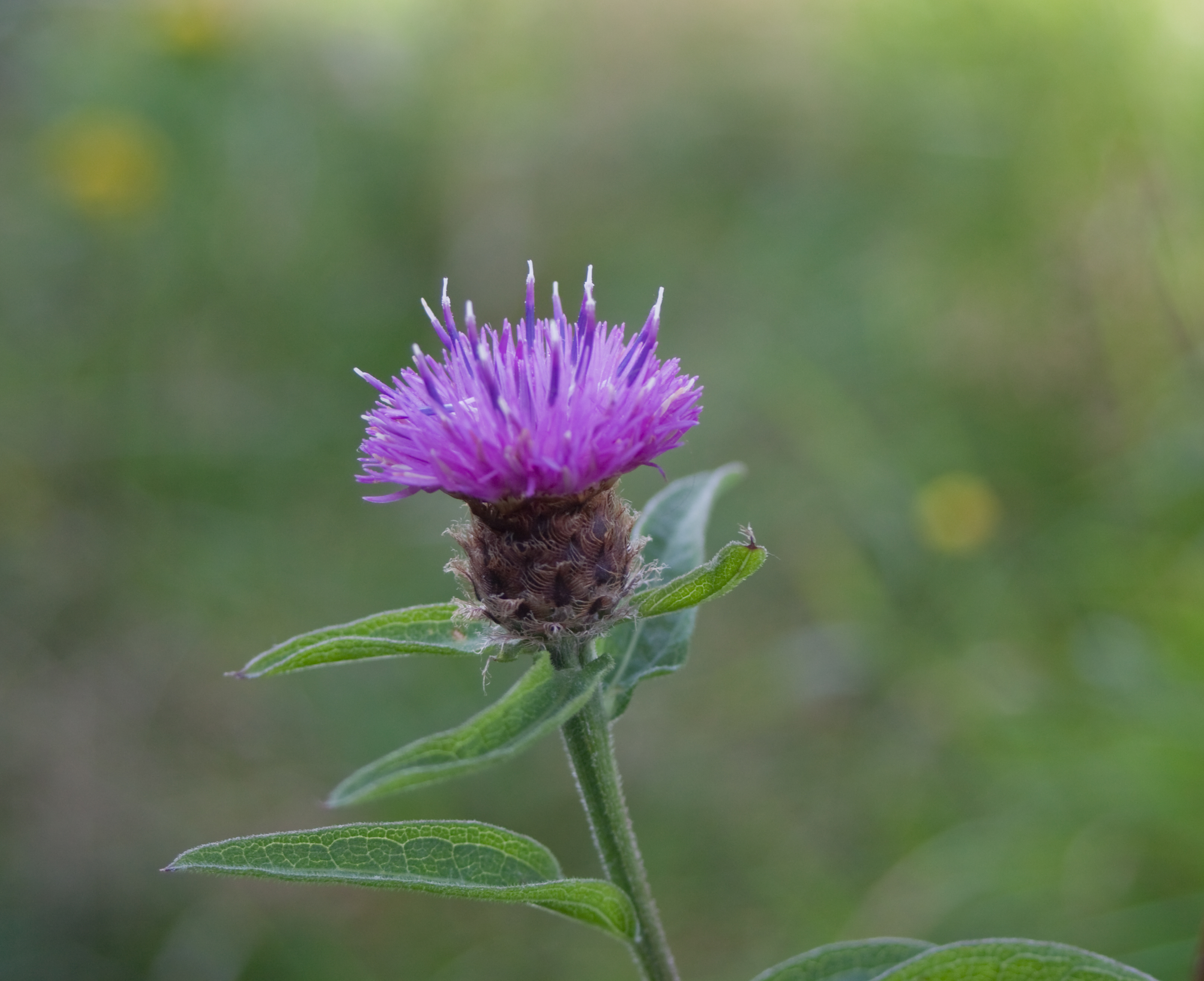
Le foglie bratteali

Le foglie inferiori sono picciolate ed hanno una lamina a contorno da ovato a lanceolato con apice acuto; i bordi sono interi o parzialmente dentellati o appena lobati. Le foglie inizialmente sono peloso-ragnatelose, poi in seguito diventano glabrescenti. Le foglie superiori sono sessili ed hanno un contorno intero a forma lineare. Dimensione delle foglie inferiori: larghezza 1 – 3 cm; lunghezza 7 – 15 cm (massimo 25 cm). Lunghezza del picciolo: 1 – 4 cm.

### Infiorescenza

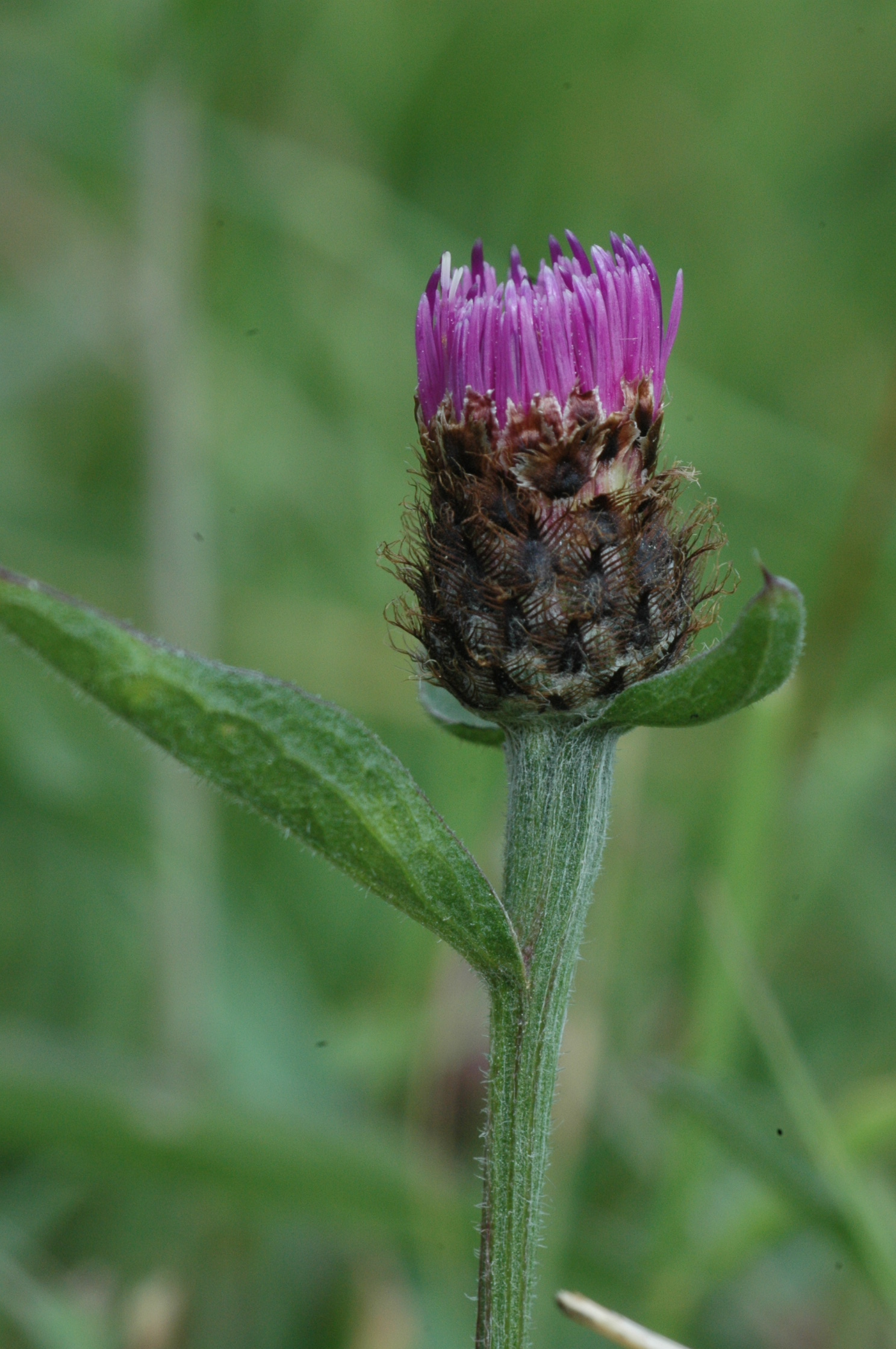
L’involucro

Le infiorescenze raccolgono in genere pochi capolini parzialmente avvolti da alcune foglie bratteali posizionate alla base del peduncolo. I capolini sono formati da un involucro (subsferico o campanulato) composto da diverse squame (brattee) di colore scuro e disposte in modo embricato e scalato al cui interno un ricettacolo fa da base ai fiori. Le squame si dividono in principali e in quelle interne. Le brattee principali hanno una forma più o meno lanceolata, sono tomentose o glabre; le basi sono nascoste dalle appendici delle squame inferiori (in realtà le appendici ricoprono completamente l'involucro). Le appendici sono colorate di marrone scuro o nero, sono piatte e con margini cigliati. In particolare le appendici hanno un'area centrale indivisa a forma ovata o lanceolata (quindi più lunga che larga; larghezza 0,6 – 0,8 mm; lunghezza 2 – 3 mm) e delle ciglia laterali (10 – 20 ciglia per lato) lunghe il doppio della larghezza dell'area indivisa: 2 – 3 mm. Le ciglia spesso sono sfrangiate. Le squame interne sono troncate e irregolarmente dentate. Diametro dell'involucro: 14 – 18 mm. Diametro completo dell'infiorescenza: 15 – 30 mm.

### Fiore

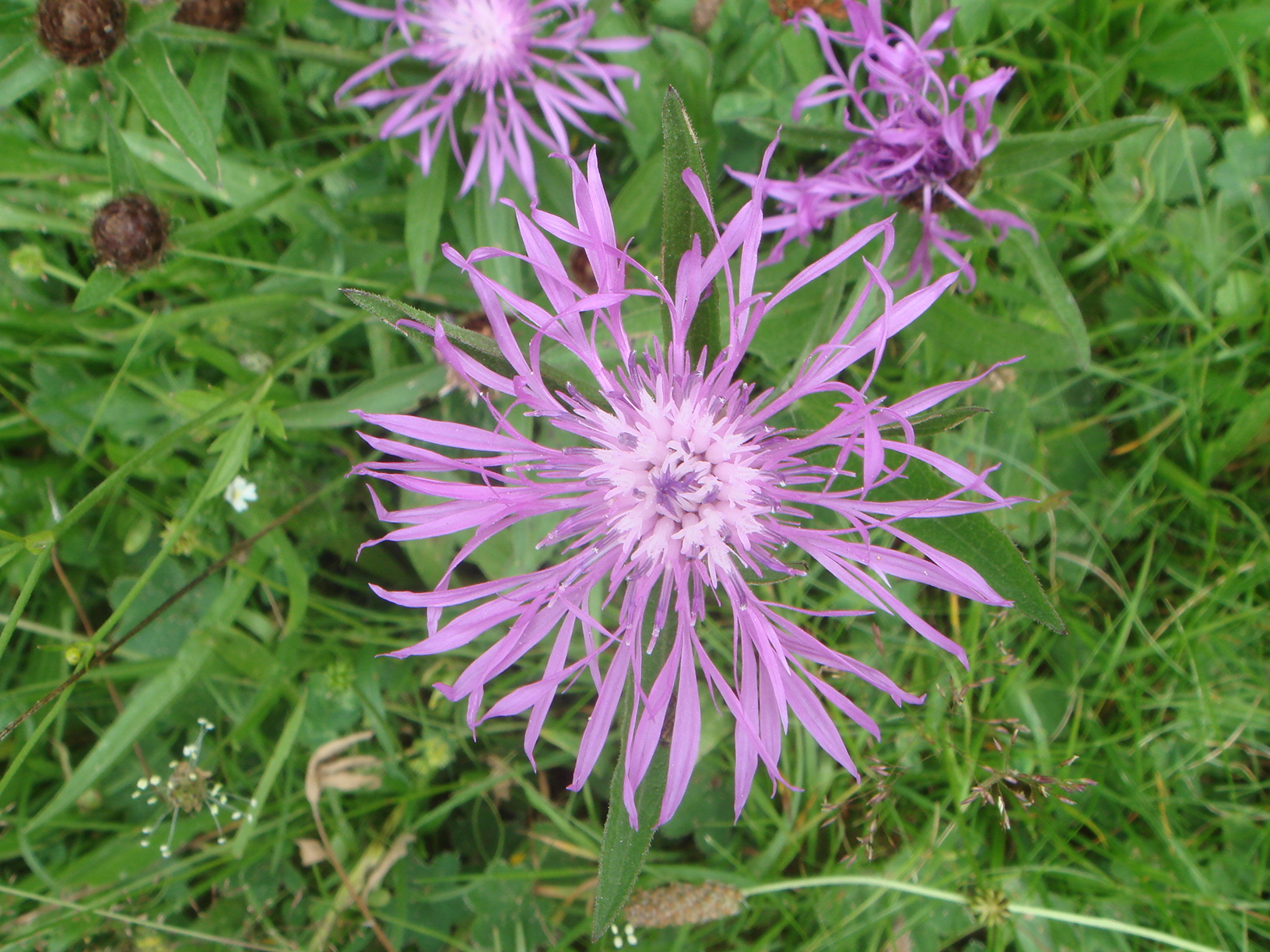
I fiori tubulosi esterni

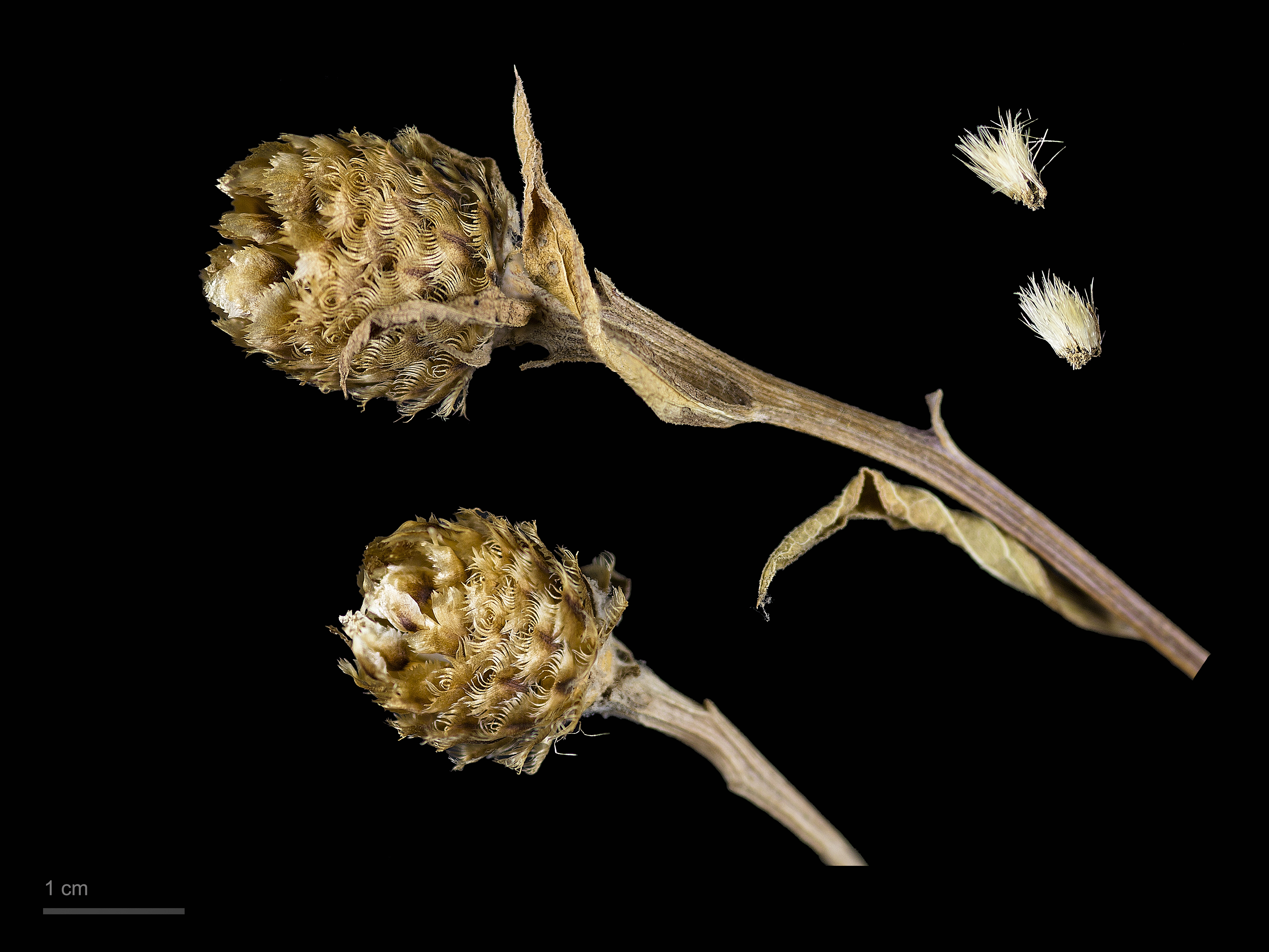

I fiori (da 40 a 100) sono tutti del tipo tubuloso (il tipo ligulato, i fiori del raggio, presente nella maggioranza delle Asteraceae,  qui è assente), sono ermafroditi (in particolare quelli centrali), tetra-ciclici (sono presenti 4 verticilli: calice – corolla – androceo – gineceo) e pentameri (ogni verticillo ha 5 elementi). I fiori sono tutti fertili.
- Formula fiorale:

- /x K {\displaystyle \infty }, [C (5), A (5)], G 2 (infero), achenio

- Calice: i sepali del Calice sono ridotti ad una coroncina di squame.
- Corolla: la corolla è tubulosa con apice a 5 lobi esili. Quelli centrali sono zigomorfi e sono ermafroditi, quelli periferici sono attinomorfi, più grandi e disposti in modo patente (ma non raggiante) per rendere più appariscente tutta l'infiorescenza.[3]. Il colore della corolla è rosso-purpureo. In questa specie i fiori tubulosi più esterni sono meno raggianti di altre specie dello stesso genere. Lunghezza della corolla: 15 – 18 mm.
- Androceo: gli stami sono 5 con filamenti liberi ma corti (sono pelosi verso la metà della loro lunghezza), mentre le antere sono saldate in un manicotto (o tubo) circondante lo stilo e lungo quasi quanto la corolla; la parte superiore è costituita da prolungamenti coriacei.[13] I filamenti delle antere sono provvisti di movimenti sensitivi attivati da uno stimolo tattile qualsiasi (come ad esempio un insetto pronubo) in modo da far liberare dalle antere il polline. Contemporaneamente anche lo stilo si raddrizza per ricevere meglio il polline.[3]
- Gineceo: gli stigmi dello stilo sono due divergenti; l'ovario è infero uniloculare formato da 2 carpelli.[13] La superficie interna delle ramificazioni dello stilo (stigmi) è stigmatica.[14]
- Fioritura: da luglio a agosto.

### Frutti
I frutti sono degli acheni lunghi 2,5 – 3 mm di colore bruno chiaro e finemente pelosi con pappo nerastro di 0,5 – 1 mm.

## Biologia
- Impollinazione: l'impollinazione avviene tramite insetti (impollinazione entomogama).
- Riproduzione: la fecondazione avviene fondamentalmente tramite l'impollinazione dei fiori (vedi sopra).
- Dispersione: i semi cadendo a terra (dopo essere stati trasportati per alcuni metri dal vento per merito del pappo – disseminazione anemocora) sono successivamente dispersi soprattutto da insetti tipo formiche (disseminazione mirmecoria).

## Distribuzione e habitat

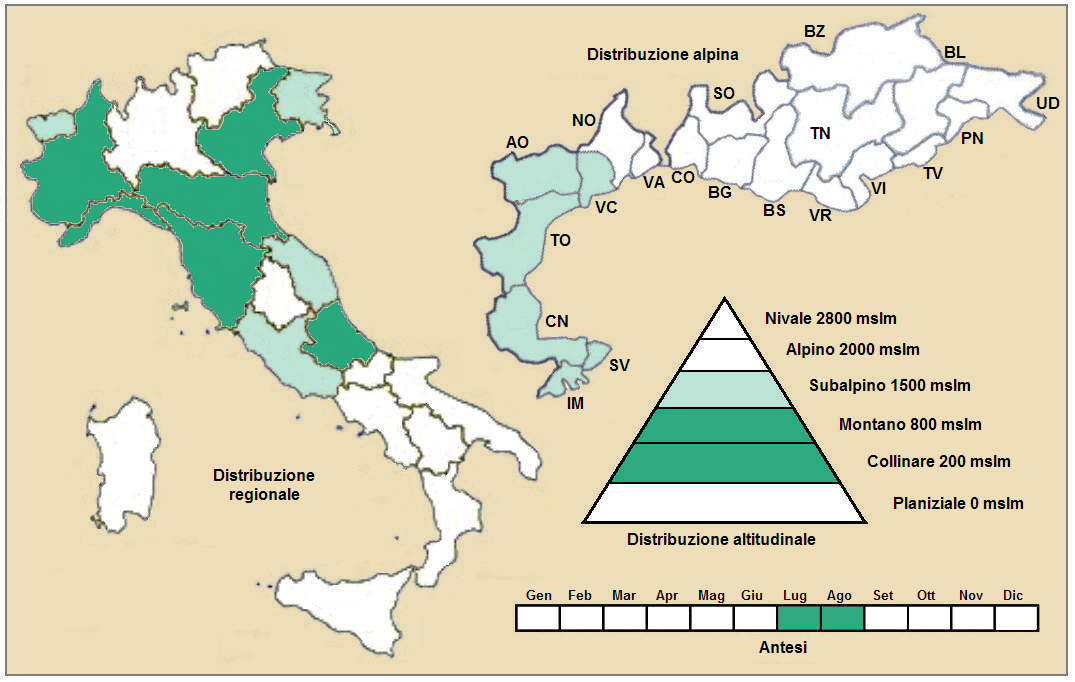
Distribuzione della pianta
(Distribuzione regionale – Distribuzione alpina)

- Geoelemento: il tipo corologico (area di origine) è Ovest-Europeo (Subatlantico).
- Distribuzione: in Italia questa specie si trova (ma raramente) nelle Alpi Occidentali (in parte anche nel Veneto), nell'Appennino Tosco-Emiliano e nei monti del Lazio e degli Abruzzi. Fuori dall'Italia (sempre nelle Alpi) si trova in Francia (dipartimenti di Alpes-de-Haute-Provence, Hautes-Alpes, Drôme, Isère) e su altri rilievi europei (Vosgi, Massiccio del Giura, Massiccio Centrale, Pirenei).[16] È presente inoltre nel resto dell'Europa (parte occidentale), in Marocco, mentre è considerata avventizi nell'America del Nord (USA e Canada), America Meridionale (soprattutto Cile e Argentina) e in Australia e Nuova Zelanda.[17]
- Habitat: l'habitat tipico per questa specie sono le boscaglie, le siepi, le radure e i pascoli. Ma anche le praterie rocciose, i pascoli mesofili e popolamenti a lavanda. Il substrato preferito è siliceo con pH acido, medi valori nutrizionali del terreno che deve essere mediamente umido.
- Distribuzione altitudinale: sui rilievi queste piante si possono trovare da 100 a 1.500 m s.l.m.; frequentano quindi i seguenti piani vegetazionali: collinare, montano e in parte quello subalpino.

### Fitosociologia
Dal punto di vista fitosociologico alpino Centaurea nigra appartiene alla seguente comunità vegetale:
Formazione: delle comunità a emicriptofite e camefite delle praterie rase magre secche
Classe: Festuco-Brometea
Ordine: Brometalia erecti
Alleanza: Mesobromion

## Tassonomia
La famiglia di appartenenza di questa voce (Asteraceae o Compositae, nomen conservandum) probabilmente originaria del Sud America, è la più numerosa del mondo vegetale, comprende oltre 23.000 specie distribuite su 1.535 generi, oppure 22.750 specie e 1.530 generi secondo altre fonti (una delle checklist più aggiornata elenca fino a 1.679 generi). La famiglia attualmente (2021) è divisa in 16 sottofamiglie.
La tribù Cardueae (della sottofamiglia Carduoideae) a sua volta è suddivisa in 12 sottotribù (la sottotribù Centaureinae è una di queste).
Il genere Centaurea elenca oltre 700 specie distribuite in tutto il mondo, delle quali un centinaio sono presenti spontaneamente sul territorio italiano.

### Filogenesi
La classificazione della sottotribù rimane ancora problematica e piena di incertezze. Il genere di questa voce è inserito nel gruppo tassonomico informale Centaurea Group formato dal solo genere Centaurea. La posizione filogenetica di questo gruppo nell'ambito della sottotribù è definita come il "core" della sottotribù; ossia è stato l'ultimo gruppo a divergere intorno ai 10 milioni di anni fa.
La  Centaurea nigra  appartiene al gruppo delle centauree le cui brattee (o squame) dell'involucro terminano con una appendice chiaramente separata (tramite una strozzatura) dal corpo sottostante della squama (appendici non decorrenti) e all'apice è presente una singola spina oppure le brattee sono inermi (in base alla suddivisione proposta da Pignatti). Questa suddivisione comunque è priva di valore tassonomico ma puramente di comodo dato il grande numero di specie spontanee presenti sul territorio italiano.
Questi caratteri sono condivisi con le seguenti specie (sono indicati alcuni caratteri distintivi per ogni specie):
- le appendici delle brattee dell'involucro sono più o meno erette;

- Centaurea nigra L.: il colore dell'involucro normalmente è scuro; i fiori sono colorati di rosso-purpureo.
- Centaurea orientalis L.: il colore dell'involucro è bruno chiaro; i fiori sono colorati di giallo.

- le appendici delle brattee dell'involucro sono pendule o arcuate;

- l'involucro dei capolini è grande (18 - 25 mm di diametro);

- Centaurea uniflora  Turra

- l'involucro dei capolini è grande (18 - 25 mm di diametro);

- Centaurea diluta Aiton: il pappo è lungo come l'achenio.
- Centaurea phrygia  L.: il pappo è più piccolo dell'achenio.

Il numero cromosomico di C. nigra è: 2n = 22 e 44..

### Sottospecie
Per questa pianta sono indicate quattro sottospecie:
- Centaurea nigra subsp. carpetana (Boiss. & Reut.) Nyman - Distribuzione: Spagna.
- Centaurea nigra subsp. gueryi (Maire) Maire - Distribuzione: Marocco.
- Centaurea nigra subsp. nigra - Distribuzione: in Italia è la stirpe principale; in Europa è presente a ovest (coste atlantiche e nord-ovest mediterranee).
- Centaurea nigra subsp. rivularis (Brot.) Cout. - Distribuzione: penisola Iberica.

### Sinonimi
Sono elencati alcuni sinonimi per questa entità:
- Phrygia nigra Gray

Nelle checklist di tassonomia è presente anche la specie Centaurea nigra  Friv. ex Boiss., 1875. In realtà è un sinonimo della specie bulgara Centaurea kerneriana Janka subsp. kerneriana.

## Usi

### Farmacia
Secondo la medicina popolare la pianta di questa voce ha le seguenti proprietà medicamentose:
- diaforetica (agevola la traspirazione cutanea);
- diuretica (facilita il rilascio dell'urina);
- tonica (rafforza l'organismo in generale).

In passato era usata anche come vulneraria (guaritrice di ferite).